# بيلي باور
بيلي باور (بالإنجليزية: Billy Bower)‏ (18 سبتمبر 1887 في المملكة المتحدة - 1 فبراير 1954) هو لاعب كرة قدم بريطاني (وحمل سابقاً جنسية المملكة المتحدة لبريطانيا العظمى وأيرلندا) في مركز حراسة المرمى. لعب مع نادي غيلينغهام ونادي ليتون أورينت.